# Пшецлав (Любуське воєводство)
Пшецлав (пол. Przecław, нім. Ottendorf) — село в Польщі, у гміні Неґославиці Жаґанського повіту Любуського воєводства.
Населення — 670 осіб (2011).
У 1975-1998 роках село належало до Зеленогурського воєводства.

## Демографія
Демографічна структура станом на 31 березня 2011 року:
|          | Загалом | Допрацездатний вік | Працездатний вік | Постпрацездатний вік |
| -------- | ------- | ------------------ | ---------------- | -------------------- |
| Чоловіки | 347     | 87                 | 226              | 34                   |
| Жінки    | 323     | 81                 | 182              | 60                   |
| Разом    | 670     | 168                | 408              | 94                   |